# Sommer-Paralympics 2016/Rollstuhlfechten
Bei den Sommer-Paralympics 2016 in Rio de Janeiro wurden in insgesamt 14 Wettbewerben im Rollstuhlfechten Medaillen vergeben. Die Entscheidungen fielen zwischen dem 12. und dem 16. September 2016 in der Arena Carioca 3.

## Klassen
Bei den paralympischen Fechtwettbewerben wird in zwei Klassen unterschieden:
- A: Für Fechter mit völlig intakter Rücken- und Bauchmuskulatur, die meist auch stehen können.
- B: Für Fechter ohne vollkommen intakte Rücken- und Bauchmuskulatur.

## Ergebnisse

### Männer

#### Florett (A)
| Platz | Land | Sportler       |
| ----- | ---- | -------------- |
| 1     | CHN  | Ye Ruyi        |
| 2     | HUN  | Richárd Osváth |
| 3     | CHN  | Sun Gang       |

#### Florett (B)
| Platz | Land | Sportler     |
| ----- | ---- | ------------ |
| 1     | CHN  | Feng Yanke   |
| 2     | CHN  | Hu Daoliang  |
| 3     | FRA  | Maxime Valet |

#### Degen (A)
| Platz | Land | Sportler       |
| ----- | ---- | -------------- |
| 1     | CHN  | Sun Gang       |
| 2     | GBR  | Piers Gilliver |
| 3     | CHN  | Tian Jianquan  |

#### Degen (B)
| Platz | Land | Sportler         |
| ----- | ---- | ---------------- |
| 1     | BLR  | Andrei Pranevich |
| 2     | IRQ  | Ammar Ali        |
| 3     | UKR  | Oleg Naumenko    |

#### Säbel (A)
| Platz | Land | Sportler       |
| ----- | ---- | -------------- |
| 1     | UKR  | Andrii Demchuk |
| 2     | HUN  | Richárd Osváth |
| 3     | CHN  | Tian Jianquan  |

#### Säbel (B)
| Platz | Land | Sportler                 |
| ----- | ---- | ------------------------ |
| 1     | UKR  | Anton Datsko             |
| 2     | GRC  | Panagiotis Triantafyllou |
| 3     | POL  | Adrian Castro            |

#### Mannschaft Florett (offen)
| Platz | Land | Sportler                                       |
| ----- | ---- | ---------------------------------------------- |
| 1     | CHN  | Ye Ruyi Sun Gang Hu Daoliang                   |
| 2     | POL  | Jacek Gaworski Dariusz Pender Michał Nalewajek |
| 3     | FRA  | Ludovic Lemoine Damien Tokatlian Maxime Valet  |

#### Mannschaft Degen (offen)
| Platz | Land | Sportler                                    |
| ----- | ---- | ------------------------------------------- |
| 1     | FRA  | Robert Citerne Yannick Ifebe Romain Noble   |
| 2     | CHN  | Tian Jianquan Sun Gang Hu Daoliang          |
| 3     | POL  | Kamil Rząsa Michał Nalewajek Dariusz Pender |

### Frauen

#### Florett (A)
| Platz | Land | Sportler           |
| ----- | ---- | ------------------ |
| 1     | CHN  | Rong Jing          |
| 2     | HKG  | Yu Chui Yee        |
| 3     | HUN  | Zsuzsanna Krajnyák |

#### Florett (B)
| Platz | Land | Sportler      |
| ----- | ---- | ------------- |
| 1     | ITA  | Beatrice Vio  |
| 2     | CHN  | Zhou Jingjing |
| 3     | CHN  | Yao Fang      |

#### Degen (A)
| Platz | Land | Sportler        |
| ----- | ---- | --------------- |
| 1     | CHN  | Zou Xufeng      |
| 2     | CHN  | Bian Jing       |
| 3     | UKR  | Yevheniia Breus |

#### Degen (B)
| Platz | Land | Sportler       |
| ----- | ---- | -------------- |
| 1     | CHN  | Zhou Jingjing  |
| 2     | THA  | Saysunee Jana  |
| 3     | HKG  | Chan Yui Chong |

#### Mannschaft Florett (offen)
| Platz | Land | Sportler                                     |
| ----- | ---- | -------------------------------------------- |
| 1     | CHN  | Zhou Jingjing Rong Jing Zhang Chuncui        |
| 2     | HUN  | Éva Hajmási Dani Gyöngyi Zsuzsanna Krajnyák  |
| 3     | ITA  | Beatrice Vio Andreea Mogoș Loredana Trigilia |

#### Mannschaft Degen (offen)
| Platz | Land | Sportler                                       |
| ----- | ---- | ---------------------------------------------- |
| 1     | CHN  | Zou Xufeng Zhou Jingjing Rong Jing             |
| 2     | HKG  | Chan Yui Chong Ng Justine Charissa Yu Chui Yee |
| 3     | HUN  | Dani Gyöngyi Amarilla Veres Zsuzsanna Krajnyák |

## Medaillenspiegel Rollstuhlfechten
| Rang  | Land           | Gold | Silber | Bronze | Gesamt |
| ----- | -------------- | ---- | ------ | ------ | ------ |
| 01    | VR China       | 9    | 4      | 4      | 17     |
| 02    | Ukraine        | 2    | -      | 1      | 3      |
| 03    | Frankreich     | 1    | -      | 2      | 3      |
| 04    | Italien        | 1    | -      | 1      | 2      |
| 05    | Belarus        | 1    | -      | -      | 1      |
| 06    | Ungarn         | -    | 3      | 2      | 5      |
| 07    | Hongkong       | -    | 2      | 1      | 3      |
| 08    | Polen          | -    | 1      | 2      | 3      |
| 09    | Großbritannien | -    | 1      | 1      | 2      |
| 10    | Griechenland   | -    | 1      | -      | 1      |
|       | Irak           | -    | 1      | -      | 1      |
|       | Thailand       | -    | 1      | -      | 1      |
| Total | Total          | 14   | 14     | 14     | 42     |